# Bartın
Bartın là một thành phố tỉnh lỵ (merkez ilçesi) thuộc tỉnh Bartın, Thổ Nhĩ Kỳ. Thành phố có diện tích 1028 km² và dân số thời điểm năm 2007 là 135051 người, mật độ 131 người/km².

## Khí hậu
| Dữ liệu khí hậu của Bartın                  | Dữ liệu khí hậu của Bartın | Dữ liệu khí hậu của Bartın | Dữ liệu khí hậu của Bartın | Dữ liệu khí hậu của Bartın | Dữ liệu khí hậu của Bartın | Dữ liệu khí hậu của Bartın | Dữ liệu khí hậu của Bartın | Dữ liệu khí hậu của Bartın | Dữ liệu khí hậu của Bartın | Dữ liệu khí hậu của Bartın | Dữ liệu khí hậu của Bartın | Dữ liệu khí hậu của Bartın | Dữ liệu khí hậu của Bartın |
| Tháng                                       | 1                          | 2                          | 3                          | 4                          | 5                          | 6                          | 7                          | 8                          | 9                          | 10                         | 11                         | 12                         | Năm                        |
| ------------------------------------------- | -------------------------- | -------------------------- | -------------------------- | -------------------------- | -------------------------- | -------------------------- | -------------------------- | -------------------------- | -------------------------- | -------------------------- | -------------------------- | -------------------------- | -------------------------- |
| Cao kỉ lục °C (°F)                          | 23.2 (73.8)                | 27.2 (81.0)                | 31.6 (88.9)                | 34.1 (93.4)                | 39.1 (102.4)               | 38.0 (100.4)               | 42.8 (109.0)               | 41.3 (106.3)               | 40.5 (104.9)               | 37.1 (98.8)                | 29.0 (84.2)                | 27.7 (81.9)                | 42.8 (109.0)               |
| Trung bình ngày tối đa °C (°F)              | 9.3 (48.7)                 | 10.8 (51.4)                | 13.6 (56.5)                | 18.1 (64.6)                | 22.5 (72.5)                | 26.4 (79.5)                | 28.8 (83.8)                | 29.2 (84.6)                | 25.6 (78.1)                | 21.1 (70.0)                | 16.1 (61.0)                | 11.3 (52.3)                | 19.4 (66.9)                |
| Trung bình ngày °C (°F)                     | 4.1 (39.4)                 | 4.9 (40.8)                 | 7.4 (45.3)                 | 11.4 (52.5)                | 15.9 (60.6)                | 20.2 (68.4)                | 22.6 (72.7)                | 22.6 (72.7)                | 18.5 (65.3)                | 14.4 (57.9)                | 9.1 (48.4)                 | 5.7 (42.3)                 | 13.1 (55.6)                |
| Tối thiểu trung bình ngày °C (°F)           | 0.5 (32.9)                 | 0.7 (33.3)                 | 2.6 (36.7)                 | 5.8 (42.4)                 | 10.2 (50.4)                | 14.1 (57.4)                | 16.3 (61.3)                | 16.4 (61.5)                | 12.8 (55.0)                | 9.5 (49.1)                 | 4.5 (40.1)                 | 1.9 (35.4)                 | 7.9 (46.2)                 |
| Thấp kỉ lục °C (°F)                         | −15.4 (4.3)                | −18.6 (−1.5)               | −13.1 (8.4)                | −4.5 (23.9)                | −1.3 (29.7)                | 5.3 (41.5)                 | 8.0 (46.4)                 | 6.7 (44.1)                 | 1.5 (34.7)                 | −3.2 (26.2)                | −5.6 (21.9)                | −10.6 (12.9)               | −18.6 (−1.5)               |
| Lượng Giáng thủy trung bình mm (inches)     | 112.8 (4.44)               | 87.1 (3.43)                | 82.9 (3.26)                | 54.1 (2.13)                | 55.5 (2.19)                | 82.4 (3.24)                | 60.6 (2.39)                | 78.7 (3.10)                | 99.7 (3.93)                | 123.9 (4.88)               | 108.9 (4.29)               | 125.8 (4.95)               | 1.072,4 (42.22)            |
| Số ngày giáng thủy trung bình               | 17.53                      | 15.30                      | 15.23                      | 12.93                      | 11.57                      | 9.77                       | 6.93                       | 6.50                       | 10.53                      | 12.57                      | 13.30                      | 17.77                      | 149.9                      |
| Số giờ nắng trung bình tháng                | 68.2                       | 93.2                       | 130.2                      | 180.0                      | 229.4                      | 267.0                      | 306.9                      | 291.4                      | 222.0                      | 161.2                      | 114.0                      | 74.4                       | 2.137,9                    |
| Số giờ nắng trung bình ngày                 | 2.2                        | 3.3                        | 4.2                        | 6.0                        | 7.4                        | 8.9                        | 9.9                        | 9.4                        | 7.4                        | 5.2                        | 3.8                        | 2.4                        | 5.8                        |
| Nguồn: Turkish State Meteorological Service |                            |                            |                            |                            |                            |                            |                            |                            |                            |                            |                            |                            |                            |